# Uta Kühnen
Uta Kühnen, née le 7 août 1975 à Fribourg-en-Brisgau, est une judokate allemande.

## Palmarès international en judo
| Championnats d’Europe | Championnats d’Europe | Championnats d’Europe |
| Année                 | Médaille              | Catégorie             |
| --------------------- | --------------------- | --------------------- |
| 1997                  | Bronze                | –72 kg                |
| 1998                  | Bronze                | –78 kg                |
| 2000                  | Bronze                | –78 kg                |